# Filadélfia
Filadélfia là một đô thị thuộc bang Bahia, Brasil. Đô thị này có diện tích 564,017 km², dân số năm 2007 là 16231 người, mật độ 28,78 người/km².